# Gonatocerus baconi
Gonatocerus baconi är en stekelart som beskrevs av Girault 1912. Gonatocerus baconi ingår i släktet Gonatocerus och familjen dvärgsteklar. Inga underarter finns listade i Catalogue of Life.